# Campeonato Mundial de Snowboard de 2013
O Campeonato Mundial de Snowboard de 2013 foi a décima edição do Campeonato Mundial de Snowboard, um evento de snowboard organizado pela Federação Internacional de Esqui (FIS), onde os snowboarders competem pelo título de campeão mundial. A competição foi disputada entre os dias 18 de janeiro e 27 de janeiro, na cidade de Stoneham, Quebec, Canadá.

## Medalhistas

### Masculino
| Evento                           | Ouro                        | Prata                          | Bronze                      | Ref.  |
| Big air detalhes                 | Roope Tonteri · Finlândia   | Niklas Mattsson · Suécia       | Seppe Smits · Bélgica       | [ 2 ] |
| Halfpipe detalhes                | Iouri Podladtchikov · Suíça | Taku Hiraoka · Japão           | Markus Malin · Finlândia    | [ 3 ] |
| Slopestyle detalhes              | Roope Tonteri · Finlândia   | Mark McMorris · Canadá         | Janne Korpi · Finlândia     | [ 4 ] |
| Snowboard cross detalhes         | Alex Pullin · Austrália     | Markus Schairer · Áustria      | Stian Sivertzen · Noruega   | [ 5 ] |
| Slalom gigante paralelo detalhes | Benjamin Karl · Áustria     | Roland Fischnaller · Itália    | Vic Wild · Rússia           | [ 6 ] |
| Slalom paralelo detalhes         | Rok Marguc · Eslovênia      | Justin Reiter · Estados Unidos | Roland Fischnaller · Itália | [ 7 ] |

### Feminino
| Evento                           | Ouro                           | Prata                      | Bronze                    | Ref.   |
| Halfpipe detalhes                | Arielle Gold · Estados Unidos  | Holly Crawford · Austrália | Sophie Rodriguez · França | [ 8 ]  |
| Slopestyle detalhes              | Spencer O'Brien · Canadá       | Sina Candrian · Suíça      | Torah Bright · Austrália  | [ 9 ]  |
| Snowboard cross detalhes         | Maelle Ricker · Canadá         | Dominique Maltais · Canadá | Helene Olafsen · Noruega  | [ 10 ] |
| Slalom gigante paralelo detalhes | Isabella Laböck · Alemanha     | Julia Dujmovits · Áustria  | Amelie Kober · Alemanha   | [ 11 ] |
| Slalom paralelo detalhes         | Ekaterina Tudegesheva · Rússia | Patrizia Kummer · Suíça    | Amelie Kober · Alemanha   | [ 12 ] |

## Quadro de medalhas
País sede
| Ordem | País           | Medalha de ouro | Medalha de prata | Medalha de bronze |    | Ordem por total |
| ----- | -------------- | --------------- | ---------------- | ----------------- | -- | --------------- |
| 1     | Canadá         | 2               | 2                |                   | 4  | 1               |
| 2     | Finlândia      | 2               |                  | 2                 | 4  | 1               |
| 3     | Áustria        | 1               | 2                |                   | 3  | 3               |
| 3     | Suíça          | 1               | 2                |                   | 3  | 3               |
| 5     | Austrália      | 1               | 1                | 1                 | 3  | 3               |
| 6     | Estados Unidos | 1               | 1                |                   | 2  | 7               |
| 7     | Alemanha       | 1               |                  | 2                 | 3  | 3               |
| 8     | Rússia         | 1               |                  | 1                 | 2  | 7               |
| 9     | Eslovênia      | 1               |                  |                   | 1  | 11              |
| 10    | Itália         |                 | 1                | 1                 | 2  | 7               |
| 11    | Japão          |                 | 1                |                   | 1  | 11              |
| 11    | Suécia         |                 | 1                |                   | 1  | 11              |
| 13    | Noruega        |                 |                  | 2                 | 2  | 7               |
| 14    | Bélgica        |                 |                  | 1                 | 1  | 11              |
| 14    | França         |                 |                  | 1                 | 1  | 11              |
| TOTAL | TOTAL          | 11              | 11               | 11                | 33 | —               |